# Љубетово
Љубетово је насељено мјесто у граду Зеници, Босна и Херцеговина.

## Становништво
|         | 2013.        | 1991.         |
| Укупно  | 184 (100,0%) | 190 (100,0%)  |
| Бошњаци | 184 (100,0%) | 167 (87,89%)1 |
| Срби    | –            | 23 (12,11%)   |

1. 1 На пописима од 1971. до 1991. Бошњаци су пописивани углавном као Муслимани.